# Граф Монте-Крісто (фільм, 1954)
«Граф Монте-Крісто» (фр. Le comte de Monte-Cristo) — французько-італійський пригодницько-історичний фільм-драма 1954 року, поставлений режисером Робером Верне за однойменним романом Александра Дюма. У радянському кінопрокаті фільм демонструвався з березня 1961 року та зібрав 30 200 000 глядачів.

## Сюжет
За доносом власних друзів молодий моряк Едмон Дантес був визнаний винним у державній зраді і запроторений до зловісного Замку Іф. Йому судилося було померти в ув'язненні, але доля зводить юнака з іншим ув'язненим — абатом Фаріа, який перед смертю розкриває Дантесу таємницю незлічених скарбів, захованих на загубленому в морі острівці Монте-Крісто, і підказує ідею втечі.
Здійснивши зухвалу втечу із в'язниці, Дантес розшукує скарби абата та повертається у своє місто під ім'ям графа Монте-Крісто, щоб вершити справедливий суд над тими, хто був причетний до його ув'язнення в темницю.

## У ролях
| Актор                           |   | Роль                                             |   | Дубляж російською      |
| ------------------------------- | - | ------------------------------------------------ | - | ---------------------- |
| • Жан Маре                      | … | Едмон Дантес / граф Монте-Крісто                 | / | Віктор Хохряков        |
| • Лія Аманда                    | … | Мерседес                                         | / | Антоніна Кончакова     |
| • Данієль Івернель              | … | Кадрусс                                          | / | Костянтин Тиртов       |
| • Клод Женя                     | … | дружина Кадрусса                                 | / | Марина Фігнер          |
| • Фолько Люллі                  | … | Джакопо                                          | / | А. Юр'єв               |
| • Жан Темерсон                  | … | Людовик XVIII                                    | / | Георгій Мілляр         |
| • Люсьєн Блондо                 | … | батько Дантеса Луїс                              | / | Сергій Мартінсон       |
| • Жак Кастело                   | … | Жерар де Вільфор, королівський прокурор          | / | Марк Бернес            |
| • Роже Піго                     | … | Фернан де Морсер                                 | / | Борис Кордунов         |
| • Луї Сеньє                     | … | Жуанес, ювелір                                   | / | Констянтин Ніколаєв    |
| • Ноель Роквер                  | … | Нуартьє, батько де Вільфора, агент бонапартистів | / | Яків Белєнький         |
| • Жан-П'єр Мокі                 | … | Альбер де Морсер                                 | / | Вадим Грачов           |
| • Паоло Стоппа                  | … | Бертуччо                                         | / | Яків Белєнький         |
| • Данієль Коші                  | … | Бруно                                            | / | Олег Голубицький       |
| • Жельєн Берто                  | … | Наполеон I                                       | / | Віктор Файнлейб        |
| • Геніка Атанасіу               | … | Фатіма                                           | / |                        |
| • Крістіна Градо                | … | Гайде, підопічна графа Монте-Крісто              | / | Ніна Гайдай-Гребешкова |
| • Андре Бруно                   | … | Морель, судновласник                             | / | Олексій Добронравов    |
| • Філіпп Рішар (нема в титрах)  | … | інспектор                                        | / | Аркадій Толбузін       |
| • Жанін Зореллі (нема в титрах) | … | мадам Пікар                                      | / | Тетяна Пельтцер        |

Інші ролі дублювали: Володимир Ємельянов,  Марія Виноградова, Михайло Глузський (адвокат), Іван Рижов (рознощик їжі в замку Іф), В'ячеслав Тихонов, Серафима Холіна та інші.
Фільм дубльований Центральною студією кіноактора «Мосфільм». Режисер дубляжу Андрій Фролов.

## Знімальна група
- Автор сценарію — Данієль Івернель (нема в титрах), Жорж Неве (адаптація та діалоги), Робер Верне (адаптація)
- Режисер-постановник — Робер Верне
- Продюсери — Люсьєн Массон, Жак Ройтфельд
- Оператор — Робер Жуйяр[fr]
- Композитор — Жан Вінер[fr]
- Монтаж — Моніка Кирсанов
- Художник-постановник — Робер Клавель
- Художник по костюмах — Жорж К. Бенда
- Звук — Жан Ріуль

## Нагороди та номінації
| Список нагород та номінацій | Список нагород та номінацій | Список нагород та номінацій | Список нагород та номінацій | Список нагород та номінацій | Список нагород та номінацій |
| Кінопремія                  | Рік                         | Категорія                   | Номінант(и)                 | Результат                   |                             |
| --------------------------- | --------------------------- | --------------------------- | --------------------------- | --------------------------- | --------------------------- |
| Премія Бамбі                | 1954                        | Найкращий актор             | Жан Маре                    | Перемога                    |                             |